# Hanneli Goslar

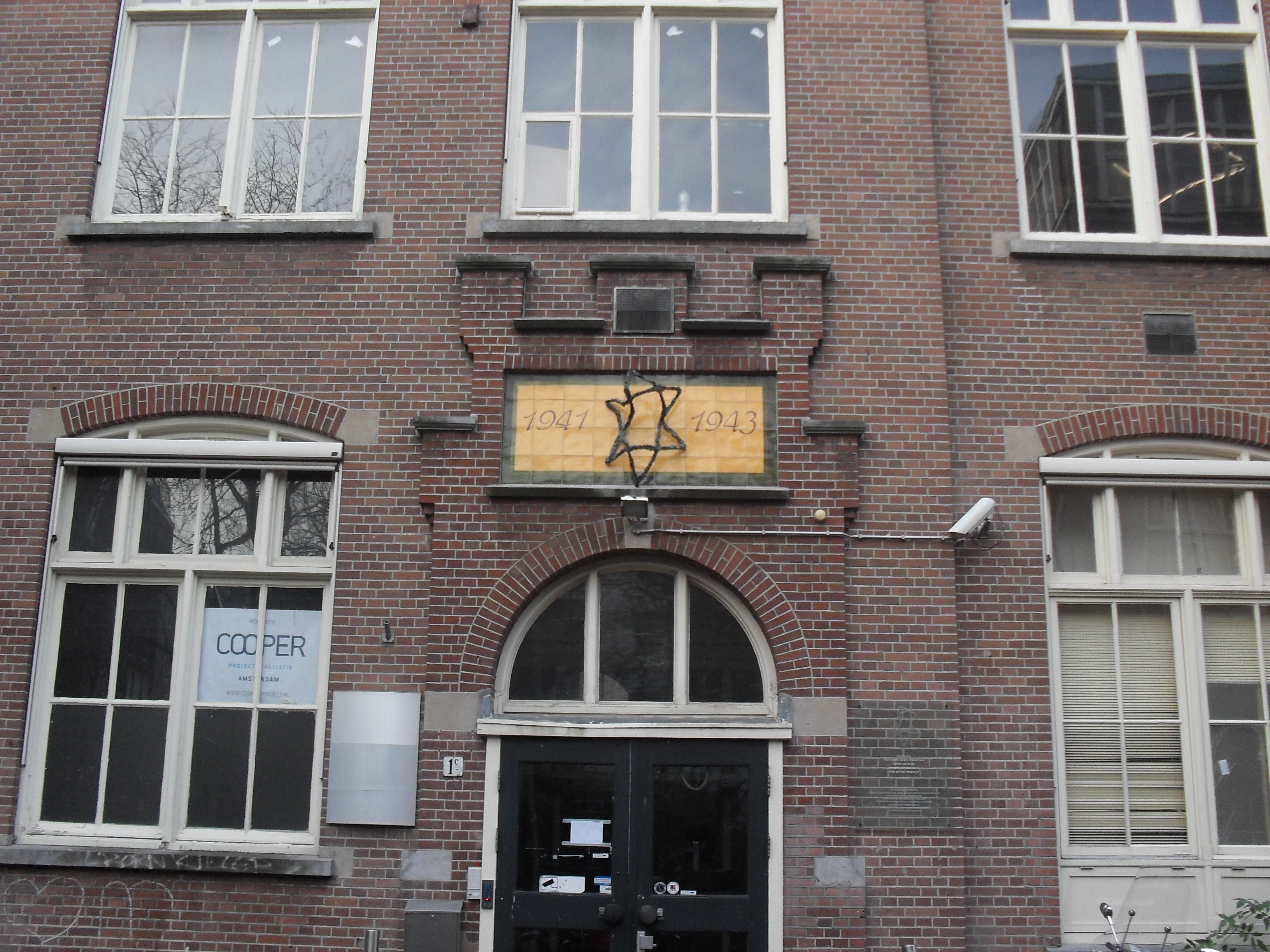
Het Joods Lyceum in Amsterdam

Hannah Elisabeth (Hanneli) Pick-Goslar (Berlin-Tiergarten, 12 november 1928 – Jeruzalem, 28 oktober 2022) was een Duitse verpleegkundige die het bekendst is geworden vanwege haar hechte vriendschap met dagboekschrijfster Anne Frank. Zowel Goslar als Frank zat op de zesde Montessorischool en het Joods Lyceum in Amsterdam.

## Biografie
Hanneli Goslar was een kleindochter van Alfred Klee, die wordt beschouwd als een van de grondleggers van het zionisme in Duitsland. Haar vader, Hans Goslar, was hoofd van de persdienst van het Pruisische ministerie van Buitenlandse Zaken. 
Na de machtsovername door de nazi's emigreerde de familie naar Amsterdam. Daar leerde Goslar Anne Frank kennen en ging ze er naar dezelfde school. Als "Anne, Hanne en Sanne" vormde ze met Anne Frank en Sanne Ledermann in 1934 een bestevriendengroep.
Op 20 juni 1943 werd "Hanneli", zoals ze door Anne Frank in haar dagboek genoemd wordt, met haar vader (haar moeder was overleden in oktober 1942 in het kraambed bij de doodgeboorte van hun derde kind), haar grootouders en haar jongere zus Gabi (1940) door de Gestapo gearresteerd. Vanwege de zionistische betrokkenheid van vader Hans konden ze op een lijst voor Palestina worden geplaatst. Dat zorgde ervoor dat ze niet naar Auschwitz werden gestuurd, maar dat ze in aanmerking kwamen voor het kamp Bergen-Belsen. Op 15 februari 1944 werden Hannah, haar vader en haar zusje daarheen gedeporteerd. Daar ontmoette Goslar in februari 1945 haar jeugdvriendin Anne Frank opnieuw, kort voordat deze zou overlijden. Goslar werd begin april 1945 met anderen opeengepakt in de verloren-transport-trein en overleefde met haar zus (naast Hannah de enige in de familie die de oorlog zou overleven) na een 13-daagse reis door Duitsland ten slotte de Holocaust. Op 23 april 1945 kwam de trein aan bij het plaatsje Tröbitz waar ze bevrijd werden door de Russen.
Pick-Goslar trouwde met dr. Walter Pinchas-Pick en heeft drie kinderen en tien kleinkinderen. Pick-Goslar woonde tot haar dood in Jeruzalem.
Ze overleed in oktober 2022 op 93-jarige leeftijd.

## Documentaires en films
- Laatste zeven maanden van Anne Frank (1988)
- Anne Frank Remembered (1995)
- Anne Frank's Diary (1999) - animatiefilm
- Daring to Resist: Three Women Face the Holocaust (1999)
- Classmates of Anne Frank (2008)
- Otto Frank, de vader van Anne (2010)
- Meine Tochter Anne Frank (2015) - Duits oorlogsdrama
- Anne Frank's Holocaust (2015) - documentaire van National Geographic Channel
- A Tale of Two Sisters: The Diary of Anne Frank (2015)
- Mijn beste vriendin Anne Frank (2021) - oorlogsdrama over de vriendschap tussen Anne Frank en Goslar. Goslar wordt hier gespeeld door Josephine Arendsen.